# Aspalathus comptonii
Aspalathus comptonii är en ärtväxtart som beskrevs av Rolf Martin Theodor Dahlgren. Aspalathus comptonii ingår i släktet Aspalathus och familjen ärtväxter. Inga underarter finns listade i Catalogue of Life.